# Сталінець (Харків)
«Ста́лінець» — радянський футбольний клуб з Харкова (УРСР). 

## Хронологія назв
- ???—1936: «Електромашинобудівний завод» Харків (ХЕМЗ)
- 1937—...: «Сталінець» Харків

## Історія
Футбольний клуб «Електромашинобудівний завод» було засновано в місті Харків, він представляв місцевий Завод Електричних Машин.
В 1937 році змінив назву на «Сталінець».
Виступав у Кубках СРСР 1936—1938 років.
Пізніше виступав у регіональних змаганнях.

## Досягнення
- Чемпіонат УРСР з футболу
  -  Бронзовий призер (1): 1937

- Кубок СРСР
  - 1/8 фіналу (1): 1936